# 法诺共振

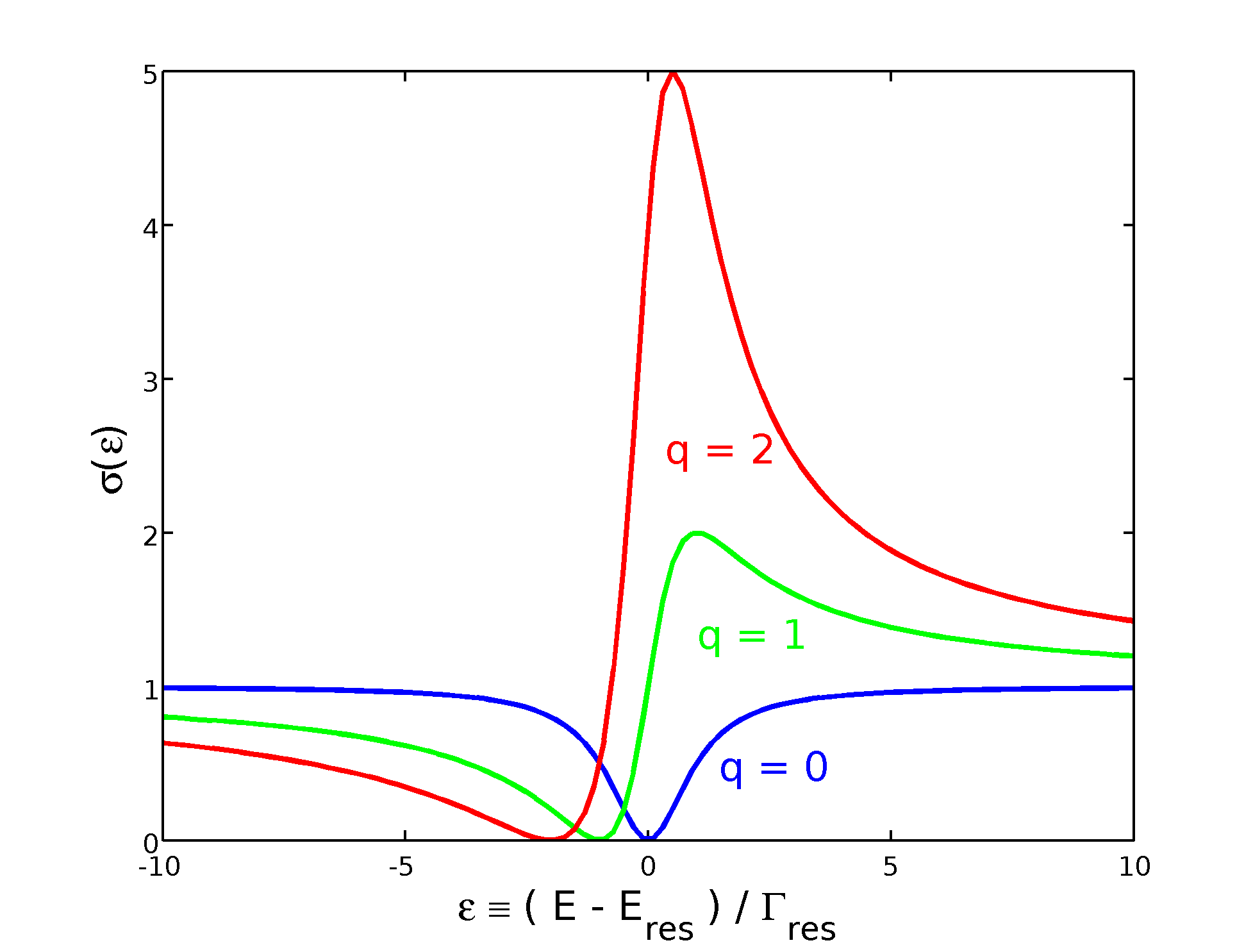
不同参量q下的非对称法诺线形。縱轴是散射截面，纵轴則代表归一化的能量。

在物理学中， 法诺共振（Fano resonance）是一种會產生非对称线形的散射共振現象。背景和共振散射之間的干涉产生一种非对称的线形。此現象以意大利裔美国物理学家雨果·法诺（Ugo Fano）為名，他提出了理论來解釋電子與氦間的非弹性散射的散射线形；但是埃托雷·马约拉纳才是第一个观测到这种现象的人。因为这是波的普遍性质，可以在很多物理及工程领域找到相關例子。

## 历史
法諾線形的解釋首次出現在電子與氦的非彈性散射與自離子化中，入射電子將氦雙激發至2s2p態，形成某種的形狀共振。雙激發的氦原子射出一個激發電子後自動衰變。法諾證明入射電子的散射振幅與自離子化電子的散射振幅間的干涉，會在自離子化的能量附近形成非對稱的散射線形，峰的寬度與自離子化的半衰期的倒數十分接近。

## 理论解释
法諾共振的線形來自於兩個散射振幅的干涉，一個是連續態的散射（與背景相關），另一個則是離散態的激發（與共振相關）。共振態的能量必須處於連續態（即背景）的能量範圍，此效應才會發生。在共振能量附近，背景散射的振幅隨著能量的變化通常很和緩；但共振散射的振幅的幅度及相位，變化都相當的快，從而導致了非對稱的發生。
在能量離共振能量很遠時，背景散射佔主要地位。能量在共振能量左右{\displaystyle 2\Gamma _{\mathrm {res} }}的範圍時，共振散射的振幅相位會差{\displaystyle \pi }。就是這個相位的劇烈變化造成了非對稱的線形。
法諾證明散射的總截面{\displaystyle \sigma }約為下述形式，
{\displaystyle \sigma \approx {\frac {\left(q\Gamma _{\mathrm {res} }/2+E-E_{\mathrm {res} }\right)^{2}}{\left(\Gamma _{\mathrm {res} }/2\right)^{2}+\left(E-E_{\mathrm {res} }\right)^{2}}}}
其中{\displaystyle \Gamma _{\mathrm {res} }}為共振能量的峰寬，q則為法諾變量，代表著共振散射及直接（背景）散射之間的振幅比例。如果直接散射的振幅消失，q會變成無窮大，法諾公式就會回到一般的勞侖茲曲線，
{\displaystyle {\frac {\left(\Gamma _{\mathrm {res} }/2\right)^{2}}{\left(\Gamma _{\mathrm {res} }/2\right)^{2}+\left(E-E_{\mathrm {res} }\right)^{2}}}}。

## 举例
法诺共振的例子有很多，在很多领域都能找到，比如原子物理学，核物理学，凝聚态物理，电路，微波工程，非线性光学和纳米光子学。